# Archangelsk oblast
Archangelsk oblast är ett oblast i norra Ryssland. Det inkluderar även Frans Josefs land, Novaja Zemlja och Solovetskijöarna. Oblastet har administrativ jurisdiktion över det autonoma distriktet Nentsien. Archangelsk är administrativ huvudort. Oblastet har en folkmängd på cirka 1,2 miljoner invånare (Nentsien medräknat). 
Städer i regionen är bland andra Cholmogory, Kargopol, Solvytjegodsk och Severodvinsk. Det finns flera rysk-ortodoxa kloster i området, bland annat ett på Solovetskyöarna som erhållit status som världsarv.
Archangelsk oblast upprättades i Sovjetunionen den 23 september 1937.